# Araneus pauxillus
Araneus pauxillus är en spindelart som först beskrevs av Tamerlan Thorell 1887. Araneus pauxillus ingår i släktet Araneus och familjen hjulspindlar.
Artens utbredningsområde är Myanmar. Inga underarter finns listade i Catalogue of Life.